# 栃木県道289号二宮宇都宮自転車道線

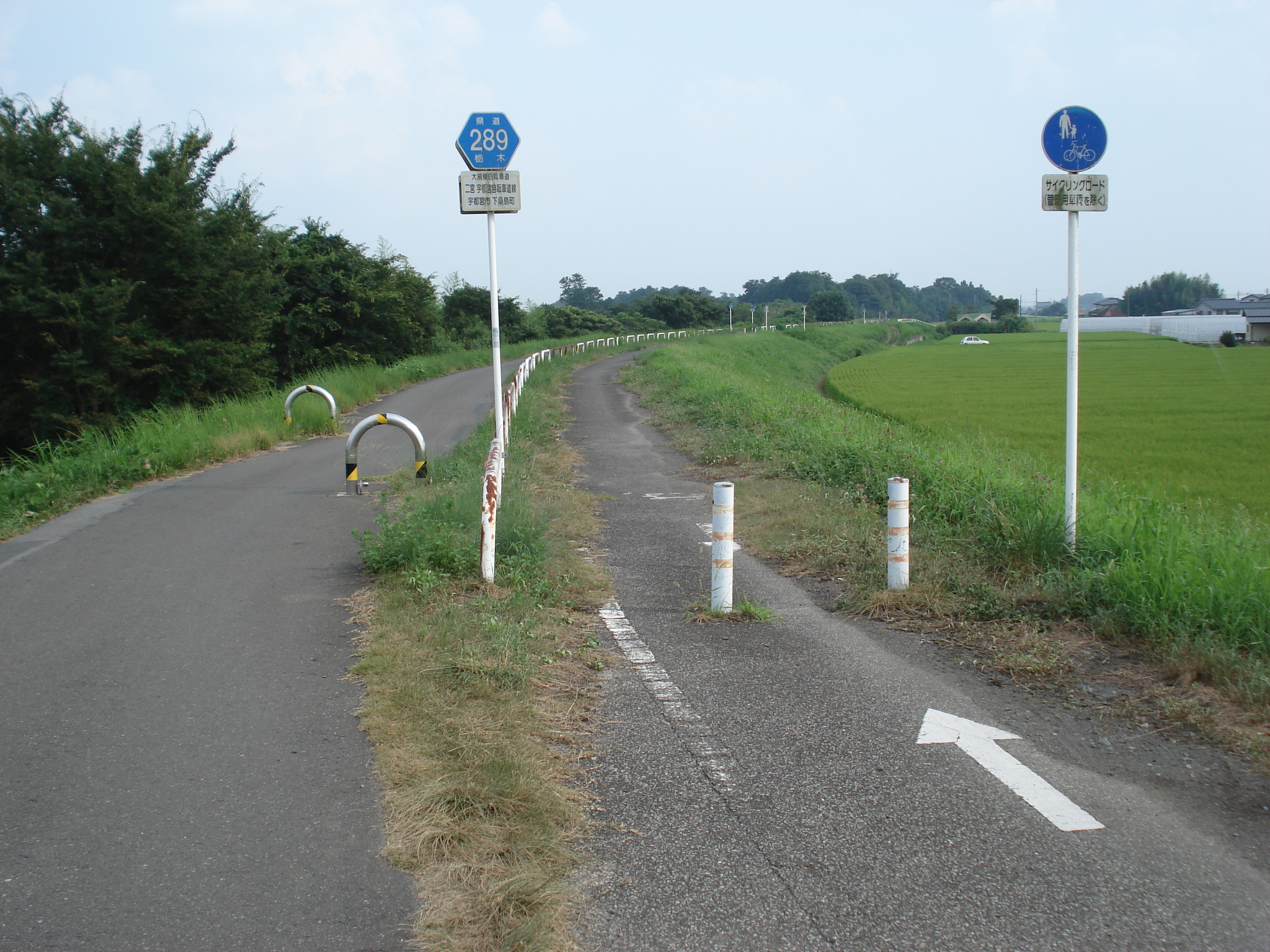
栃木県宇都宮市下桑島町付近（2008年8月）

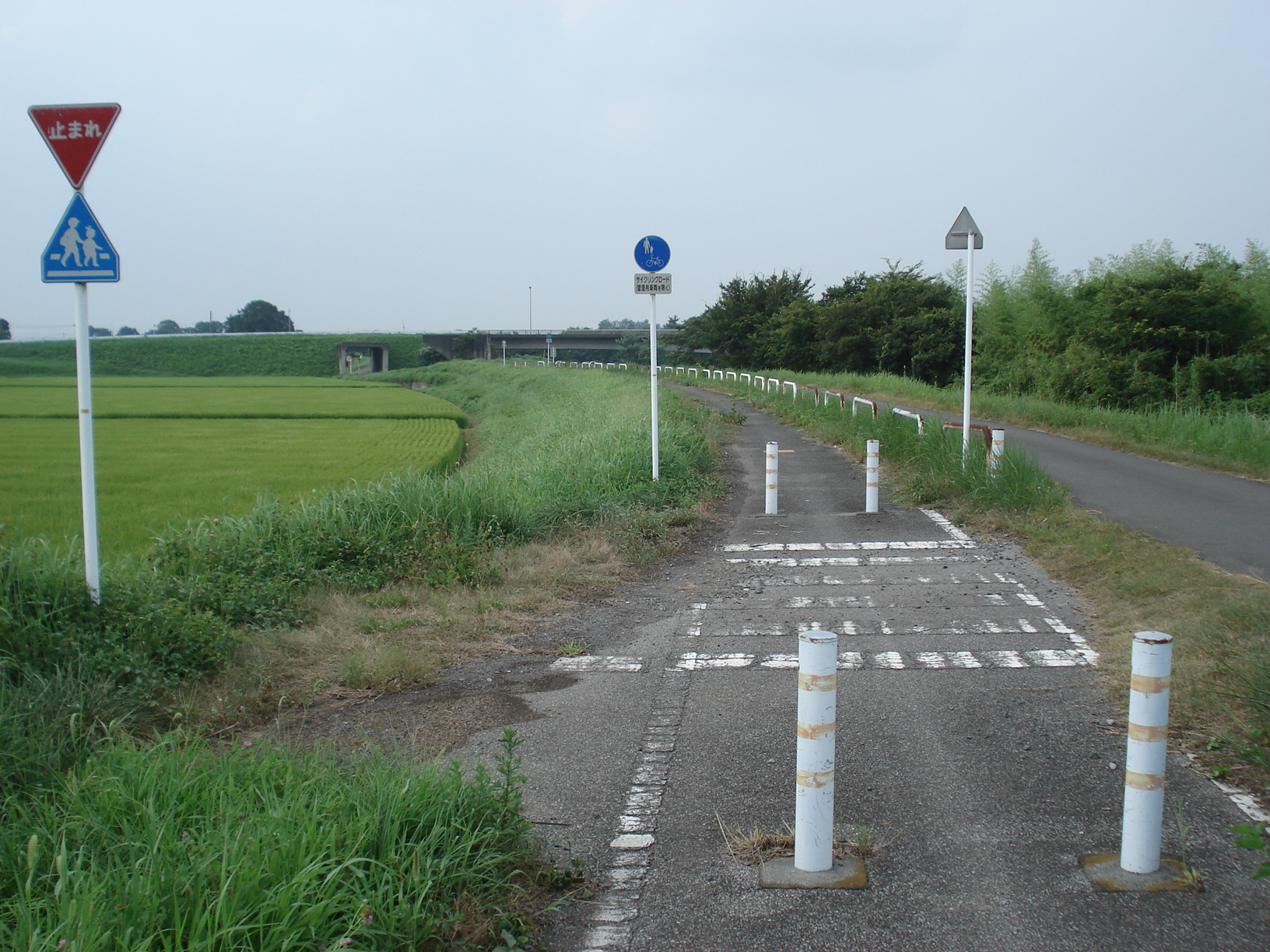
栃木県宇都宮市下桑島町付近（2008年8月）

栃木県道289号二宮宇都宮自転車道線（とちぎけんどう289ごう にのみやうつのみやじてんしゃどうせん）は、栃木県真岡市から同県宇都宮市に至る一般県道である。

## 概要
全線が自転車道として設定されており、鬼怒川自転車道と表示されている場合もある。一本の道路に対し、車道と自転車用と区別されている。自転車道沿いに沿って鬼怒川上流からの距離が立てられている。路面には柳田大橋からの距離が表示されている。

### 路線データ
- 起点 : 栃木県真岡市（栃木県道44号栃木二宮線交点）
- 終点 : 栃木県宇都宮市（柳田大橋＝栃木県道64号宇都宮向田線交点）
- 路線延長 : 24.688 km

## 歴史
- 1975年（昭和50年）10月30日 - 県道路線認定。

## 地理

### 通過する自治体
- 栃木県
真岡市 - 河内郡上三川町 - 宇都宮市

### 交差する道路
- 栃木県道44号栃木二宮線
- 栃木県道310号下野二宮線（真岡市砂ヶ原、重複区間）
- 栃木県道47号真岡上三川線（河内郡上三川町上郷）
- 北関東自動車道（河内郡上三川町東蓼沼）
- 栃木県道193号雀宮真岡線（河内郡上三川町東汗）
- 国道121号（宇都宮市下桑島町）
- 国道123号（宇都宮市石井町）
- 栃木県道64号宇都宮向田線（宇都宮市柳田大橋）

※上記全ての国道、県道の下をくぐる。